# Naoyuki Fujita
Naoyuki Fujita (藤田 直之, Fujita Naoyuki) est un footballeur international japonais né le 22 juin 1987. Il évolue au poste de milieu de terrain.

## Biographie
Naoyuki Fujita commence sa carrière professionnelle au Sagan Tosu. C'est avec ce club qu'il découvre la première division lors de l'année 2012. Pour sa première saison en J-League 1, il dispute 33 matchs, marquant 6 buts en championnat.
Naoyuki Fujita est vice-champion de J-League 2 en 2011 avec le Sagan Tosu.